# Karol Foks
Karol Foks, właśc. Karl Fox (ur. 26 października 1878 w Biskupcu Reszelskim, zm. 15 stycznia 1953 w Białymstoku) – proboszcz niemieckiej parafii rzymskokatolickiej św. Alberta w Ełku (dziś – katedra pw. św. Wojciecha w Ełku) sprawujący swoją funkcję nieprzerwanie od czasów pierwszej do końca drugiej wojny światowej. W 1945 stał się pierwszym katolickim proboszczem w polskim Ełku, gdzie sprawował swoją funkcję do 1946.

## Życiorys
Był synem Karola i Marii z domu Szotowski. Studiował w seminarium w Braniewie, święcenia kapłańskie przyjął 31 stycznia 1904. Na pierwszą placówkę duszpasterską został skierowany w charakterze kapelana (wikariusza) do Klebarka Wielkiego, skąd 26 marca 1904 przeszedł do Wartemborka; tam był najpierw drugim, a od sierpnia 1907 pierwszym wikariuszem, a 20 grudnia 1910 przejął zarząd parafią jako komendariusz. Od października 1912 był proboszczem w Wielbarku, gdzie pozostawał również w czasie wejścia wojsk rosyjskich. Nominację na proboszcza ełckiego otrzymał 12 grudnia 1919.
Po  przegranym przez Polskę plebiscycie w Ełku w 1920 udzielał pomocy i pomagał ukrywać się polskim aktywistom plebiscytowym z powiatu ełckiego zagrożonym represjami oraz deportacją do Polski. W okresie II wojny światowej pomagał polskim robotnikom zbiegłym z robót przymusowych i niemieckim dezerterom. Kontaktował się z nim wywiad AK.
W styczniu 1945, kiedy jego niemieccy parafianie w pośpiechu opuszczali Ełk przed nadciągającą Armią Czerwoną, on pozostał mimo nakazu ewakuacji. Był Niemcem, mówił po polsku z silnym niemieckim akcentem, zyskał jednak sympatię powojennych polskich osadników, a także otrzymał polskie obywatelstwo. W 1946 został przeniesiony – pomimo tego, że chciał pozostać w parafii św. Wojciecha w Ełku – na pierwszego po wojnie proboszcza do Starych Juch. Zmarł w Szpitalu Wojewódzkim w Białymstoku w 1953. Został pochowany na cmentarzu parafialnym w Starych Juchach.

## Upamiętnienie
We wrześniu 2009 ełccy radni miejscy nazwali imieniem ks. Karola Foksa plac przy skrzyżowaniu ulic Jana Pawła II i Matki Teresy z Kalkuty.